# Anastàsia (consort de Constantí IV)
Anastàsia, nascuda cap a l'any 650 i morta després del 711, va ser una emperadriu romana d'Orient casada amb l'emperador romà d'Orient Constantí IV.
No es coneix res d'Anastàsia fins a la pujada al tron del seu marit Constantí. El seu fill gran, Justinià II va néixer a l'any 668, cosa que situaria el seu naixement molt probablement a principis dels anys 650. Una tradició presumiblement apòcrifa, transmesa per Constantí Porfirogènit al llibre Sobre l'administració de l'imperi, afirma que va donar a llum a Justinià a l'illa de Xipre. Segons Teòfanes el Confessor i Nicèfor I de Constantinoble afirmen que Justinià va néixer el 668 o potser el 669. Anastàsia hauria tingut un altre fill de nom Heracli.
Quan Constantí va morir amb només 35 anys a causa de la disenteria, l'any 685, el van sobreviure Anastàsia i els seus dos fills. Constantí just abans de morir, havia enviat al papa Benet II quan va accedir al papat, uns rinxols dels cabells de Justinià i d'Heracli com a signe de bona voluntat.
Justinià II va succeir, amb només 17 anys, a Constantí IV al tron i sembla que hauria volgut adquirir ràpidament una reputació de crueltat implacable. Necessitava fons per finançar els seus ambiciosos projectes de construcció, i va autoritzar Esteve el Persa, supervisor de les obres, i al seu λογοθέτης (Logoteta o sigui responsable de les finances de l'Imperi) Teodot, a recollir diners utilitzant tots els mitjans. Teòfanes el Confessor afirma que Esteve el Persa va utilitzar la tortura i altres càstigs corporals sistemàticament per intentar recaptar els fons necessaris. Nicèfor diu que va arribar a flagel·lar Anastàsia l'any 693 o 694,aprofitant que Justinià era absent, cosa que la va fer posar en contra del supervisor de les obres.
L'augment de la fiscalitat i els mètodes de cobrament utilitzats van fer que Justinià II fos cada cop més impopular. Va ser deposat després d'un cop d'estat dirigit per Lleonci II el 695. Es desconeix la residència i l'estatus Anastàsia durant els regnats de Lleonci (695-698) i Tiberi III (698-705). El seu fill Justinià II va recuperar el tron l'any 705 i va regnar fins al 711. Justinià es va casar dues vegades, la primera amb Eudòxia i la segona amb Teodora de Khazària, amb la que va tenir un fill, Tiberi.
Justinià II va ser enderrocat per una revolta de l'estrateg Filípic (Bardanes era seu nom real) que el va capturar i executar a les portes de Constantinoble. Anastàsia va tractar de protegir la vida de Tiberi, el seu net de sis anys. Va portar al nen a la basílica de Santa Maria Mare de Déu al Palau de Blaquernes, als afores de Constantinoble. Els soldats de Filípic els van perseguir fins allà i Anastàsia va suplicar als homes que no matessin el seu net, però el jove va ser arrancat per la força de l'altar i executat, malgrat les seves protestes. Teòfanes el Confessor descriu el nen agafat a la taula de l'altar i a la seva mare a la porta de genolls davant els esbirros, i com després Tiberi va ser degollat a la vora de la propera muralla de la ciutat.
No se sap quan de temps va sobreviure Anastàsia a aquests fets. Simeó Metafrastes diu que va ser enterrada a l'església dels Sants Apòstols, a Constantinoble.